# Jarytynivka
Jarytynivka  (ucraniano: Харитинівка) es una localidad del Raión de Podilsk en el Óblast de Odesa de Ucrania. Según el censo de 2001, tiene una población de 44 habitantes.